# Hruška
Hruška (znanstveno ime Pyrus communis) je do 16 m visoko drevo s pokončnimi vejami. Deblo doseže do 60 cm premera, lubje ima sivkasto-rjave barve, skorja je razpokana, številne vejice - mladike imajo na koncu trnate zaključke. Listi so zgoraj gladki, temnozeleni, spodaj pa bledi, fino dlakavi. Hruška spada v skupino pečkatih sadežev.
Izvirno raste v srednji in vzhodni Evropi ter jugozahodni Aziji.
Hruška spada v skupino pečkatih sadežev.
spodaj je širša in zgoraj ožja, je podobna jabolku in je sladka.